# Trachea niveiplaga
Trachea niveiplaga là một loài bướm đêm trong họ Noctuidae.